# Hany Abo Rida
Hany Abo Rida, né le 14 août 1953 à Port-Saïd, est un ingénieur, et dirigeant égyptien de football.
Il est le président de la fédération égyptienne de football depuis 2016.

## Biographie
Hany Abo Rida est né le 14 août 1953 dans la ville de Port-Saïd en Égypte. Il a eu à évoluer dans l'équipe de football égyptienne de Al-Masry SC, mais à cause d'une blessure il arrête le football. Ensuite, il a fait des études en ingénierie et se consacre dans le business depuis 1979.
Hany Abo Rida est membre de la fédération égyptienne de football depuis 1991 avant de commencer à travailler pour la fédération internationale de football association depuis 2004. Il est président de la fédération égyptienne de football depuis 2016. En 2017, il intègre le conseil de la FIFA. Hany Abo Rida présente sa démission à la tête de la fédération égyptienne à la suite de la défaite de son équipe contre l'Afrique du Sud en huitièmes de finale de la coupe d'Afrique des nations 2019. 
En 2024, Hany Abo Rida est réélu à la tête de la fédération égyptienne de football pour quatre ans,. En mars 2025, après élection, il conserve son poste au conseil de la FIFA. Il est également élu président de l'Union nord-africaine de football (UNAF)